# Luis Carlos Ortiz
Luis Carlos Ortiz Izquierdo (Cuenca, 2 de agosto de 1967) es un compositor, director de orquesta y guitarrista español. 

## Trayectoria
Luis Carlos Ortiz Izquierdo nace en Cuenca el 2 de agosto de 1967. Inicia sus estudios en el Conservatorio de Música de Madrid continuándolos en el Conservatorio Profesional de Música de Cuenca, donde obtiene el título de profesor de guitarra a la vez que simultanea dichos estudios con los de violonchelo, flauta travesera, violín y viola. En 1987 funda el Cuarteto de Cuenca donde participa como director y como violonchelo solista. En 1988 participa en la fundación de la Orquesta Ciudad de Cuenca. En 1989 es nombrado director titular del Coro de Cámara Alonso Lobo, con el cual ha realizado diversas giras por España, Italia, Bélgica, Holanda, Finlandia, Rusia, Irlanda, China, Hungría, Portugal, Alemania y Luxemburgo. En 1991 se traslada a Madrid, donde realiza los estudios superiores de dirección de orquesta, dirección de coro y composición con maestros de la talla de Francisco García Nieto, Adrián Cobo y Antón García Abril. En 1992 participa en un curso de perfeccionamiento con Atrienne Vinczeffy, directoria de la Escuela Superior Daniel Berzsenyi de Szanbrethley en Hungría. 
Ha dirigido en repetidas ocasiones la Orquesta de Radio Televisión Española y el Coro Nacional de España. También ha dirigido a la Orquesta de la Suisse Rommande en el VIII Festival Internacional de Ginebra. Ha participado como invitado en el Festival Internacional In Memoriam Janos Ferencsik, organizado por la televisión de Hungría y en el III Congreso Internacional de Canto Gregoriano celebrado en Madrid en 1995. En 1996 funda la Orquesta Filarmónica de Cuenca de la que en la actualidad, es director titular. En 1997 toma parte en el curso Wiener Meisterkurse dentro de la especialidad de estudio de la ópera con el maestro Konrad Leitner en el Conservatorio de Música de Viena. En el Adviento de 1997 realiza una gira por la Comunidad de Castilla-La Mancha como director del ensamble barroco “George Frideric Häendel” interpretando con éxito unánime de la crítica y público el oratorio El Mesías. De igual manera, destacan los conciertos realizados en la República Checa con la Orquesta Filarmónica de Hradec-Kralove y en Polonia con la Orquesta Filarmónica de Torum y la Orquesta Sinfónica de Scenzein. 
Como compositor, destaca su creación Noche Serena para coro y campanas tubulares sobre texto de Fray Luis de León, encargada por la Consejería de Cultura de la Junta de Comunidades de Castilla-La Mancha con motivo de la celebración del decimoquinto aniversario de la creación de la Comunidad Autónoma. Son de reconocido prestigio las composiciones que ha realizado para la Semana Santa de Cuenca.
Actualmente es profesor de armonía, análisis y composición en el Conservatorio Tomás de Torrejón y Velasco en Albacete y director de orquesta del Conservatorio Profesional de Música de Alcázar de San Juan-Campo de Criptana.

## Premios y reconocimientos
Como director de coro ha obtenido el Premio de Musicología de la Diputación Provincial de Cuenca en su convocatoria de 1995 por la recuperación del “Oficio de Tinieblas” de Tomás Luis de Victoria. 